# 益田索道

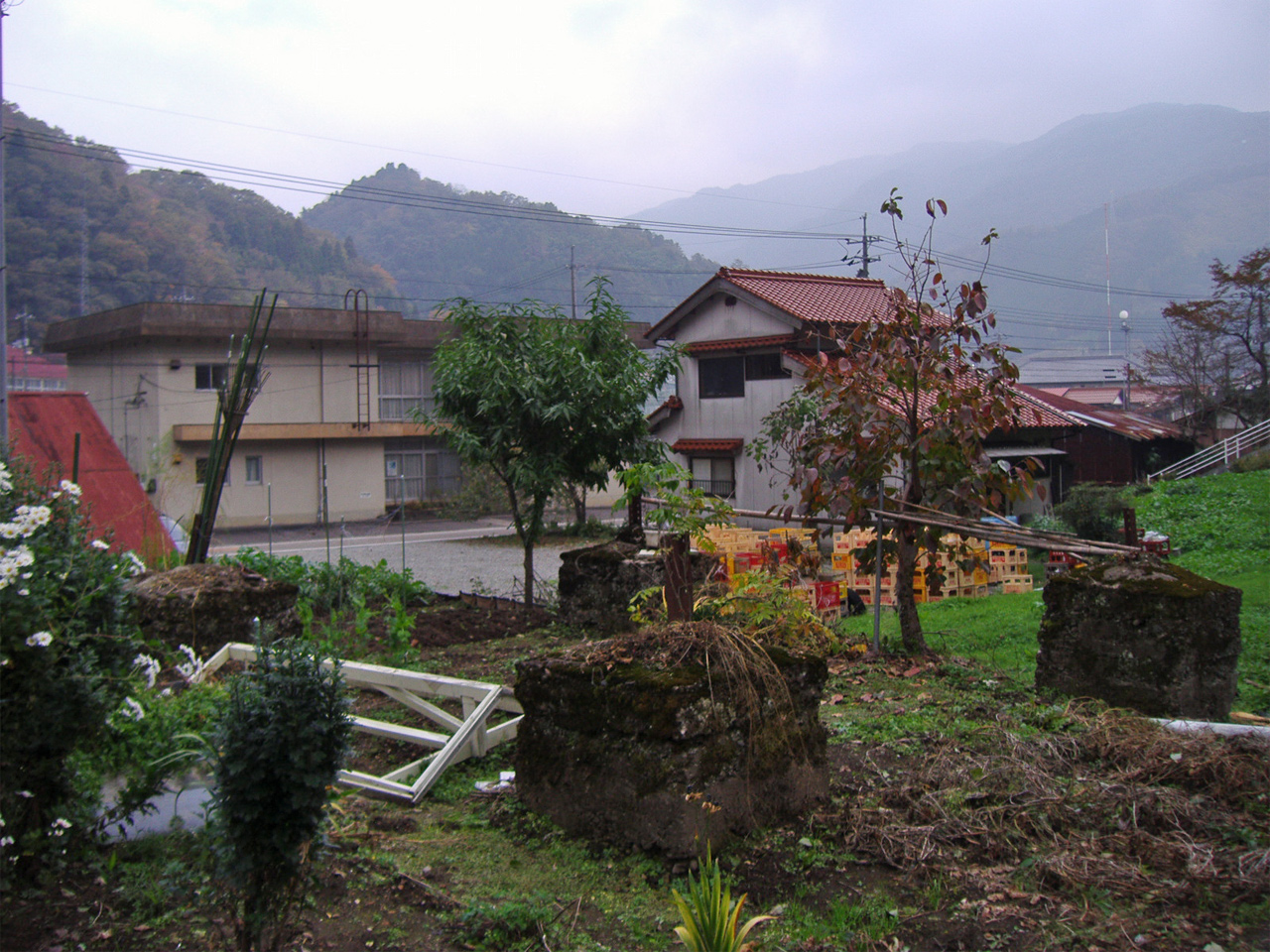
現存する鉄塔の基礎(2007年　益田市匹見町で撮影)

益田索道（ますださくどう）とは、現在の島根県益田市に1951年（昭和26年）まで存在していた貨物専用の索道である。

## 経緯
大正時代、木材の需要が急増し、現在の益田市匹見町にあたる地域では多くの木材が切り出されていた。しかし当時は道路の状態が悪く、荷馬車で2日、トラックでも10時間程度要していた。そこで地元の有志数名が発起し、安全索道によって建設が開始された。
開業後の経営は良好であり、匹見地区からは木材、木炭、枕木などが送られ、益田からは食料品などの生活物資が送り出された。当時匹見地区には7000人を超える人が住み、活況を呈していたといわれている。昭和初期には、益田駅に国鉄の石見益田駅（現在のJR益田駅）からの専用線が設置された。
しかし、道路の改修によるトラックの普及、施設の老朽化などにより経営は悪化し、1951年（昭和26年）7月に運行を終了した。その後、215本あった鉄塔は全て撤去され、鉄材として売却された。また駅舎も現在は全て取り壊されており、現存する物はない。

## 路線・駅一覧

### 益田線（全長約23km）
- 益田駅 - 現在の益田市有明町にあった。益田郵便局付近で、自動車整備工場がある。
- 大谷駅 - 現在の益田市大谷町にあった。駅のあった場所は水田になっている。
- 馬谷駅 - 現在の益田市馬谷町にあった。コンクリート製の構造物が残っている。
- 澄川駅 - 現在の益田市匹見町澄川にあった。駅のあった場所は水田になっている。
- 都谷仮駅 - 地形の制約のため設置された圧索所。現在の益田市匹見町広瀬にあった。駅のあった場所は森林になっている。ここにも駅員が配置されており、荷物を扱うことが稀にあった。
- 広瀬駅 - 現在の益田市匹見町広瀬にあった。駅のあった場所は畑になっている。
- 匹見駅 - 現在の益田市匹見町匹見にあった。駅のあった場所は住宅地になっている。

### 道川線（全長約11km）
- 匹見駅
- 下組駅 - 現在の益田市匹見町道川にあった。駅のあった場所は空き地になっている。
- 亀井谷駅 - 現在の益田市匹見町道川にあった。コンクリート製の構造物が残っている。
- 元組駅 - 現在の益田市匹見町道川にあった。駅のあった場所は個人の住宅になっている。

## 歴史
- 1924年（大正13年）4月 : 益田 - 澄川間開業。
  - 9月 :会社設立（資本金50万円）[1]
  - 澄川 - 匹見間開業。
- 1925年（大正14年） : 匹見 - 道川間開業。
- 1951年（昭和26年）: 全線廃止。

## 関連書籍・施設
- 鉄道廃線跡を歩くVI　宮脇俊三著　ISBN 9784533031502
- 匹見上地区振興センター